# Pattensen-Mitte
Pattensen-Mitte ist ein Stadtteil der Stadt Pattensen in Niedersachsen. Es handelt sich um das Gebiet der Stadt Pattensen vor den Eingemeindungen 1974.
Pattensen-Mitte liegt als Kernstadt, Verwaltungssitz und gemessen an seinen 8820 Einwohnern größter Stadtteil im Norden des Gebiets der Stadt Pattensen und 15 km südlich von Hannover. Nur die Stadtteile Reden und Koldingen liegen nördlicher (nordöstlich von Pattensen-Mitte) im Stadtgebiet. Pattensen-Mitte liegt drei Kilometer westlich der Leine.
Die Bundesstraße 3 umgeht den Siedlungsbereich von Pattensen-Mitte als Ortsumfahrung in einem östlichen Bogen, der das Gewerbegebiet einfasst. Die B 3 führt nach Hannover und in nördlichere sowie südlichere Teile Niedersachsens und darüber hinaus. Die Bundesstraße 443 führt von der B-3-Ortsumfahrung über die Leine bei Koldingen durch die östliche Nachbarstadt Laatzen in den östlichen Teil der Region Hannover. Beide Bundesstraßen stellen Verbindungen zum weiteren Bundesfernstraßennetz her. 
Pattensen-Mitte wurde 1974 im Zuge der Gebietsreform in Niedersachsen im Zusammenhang mit dem Gesetz über die kommunale Neugliederung im Raum Hannover als Stadtteil aus der Stadt Pattensen gebildet, als in die Stadt Pattensen weitere Orte eingemeindet wurden. Die Geschichte Pattensens reicht jedoch mehrere hundert Jahre zurück.